# Meloenopia princeps
Meloenopia princeps är en insektsart som först beskrevs av Melichar 1913.  Meloenopia princeps ingår i släktet Meloenopia och familjen Lophopidae. Inga underarter finns listade i Catalogue of Life.